# Per Barclay
Per Barclay (Oslo, 18 de febrero de 1955) es un historiador del arte, escultor y creador de instalaciones artísticas noruego, residente en París y Turín. Trabaja con diversos materiales y artículos, incluyendo la piedra, el acero, el aluminio, el vidrio, el agua, el vino o el aceite.

## Biografía
Licenciado en Historia del Arte por la Universidad de Bergen, formado también en Italia (1979 - 1983) en arte, diseño y fotografía en el Istituto statale d'arte de Florencia, en la Accademia di belle arti de Bolonia y la Accademia di belle arti de Roma. Inició su carrera como artista en Roma, donde desarrolló sus primeros trabajos. Las primeras exposiciones individuales en Noruega tuvieron lugar en Bergen y Trondheim en 1984. En sus trabajos destacan las instalaciones con diferentes fluidos, en especial el aceite de motor usado y el petróleo, ocupando amplias salas cubiertas con finas capas de líquidos que invitan a la reflexión de quien las contempla.
Sus obras se encuentran, entre otros, en el Museo Nacional de Arte, Arquitectura y Diseño, el Centro de Arte Henie-Onstad, en el museo de arte contemporáneo «Kiasma» en Helsinki y en distintos museos de España (Koldo Mitxelena Kulturunea, Museo Nacional Centro de Arte Reina Sofía), Italia y Francia (Centre de Création Contemporaine). Participó en la Bienal de Venecia en 1990, en el Museo de Arte Lillehammer durante los Juegos Olímpicos de invierno en dicha ciudad en 1994, en el Festival Internacional de Bergen 2001 y el Festival del Norte de Noruega en 2009, y ha contribuido al proyecto internacional Skulpturlandskap Nordland.

## Catálogos y libros sobre su obra
Catálogos
- Des lieux – Per Barclay. Centre d'art contemporain de Vassivière en Limousin, 1996. (ISBN 2-910850-04-8)
- Per Barclay. Museet for samtidskunst, 1998. (Terskel; núm. 20)
- Per Barclay. Galleria Civica di Arte Contemporanea, 2000. (ISBN 88-7757-110-1)
- Per Barclay. Universidad de Salamanca, 2000. (ISBN 847800937X)
- Per Barclay. Bergens kunstforening mfl, 2001. (ISBN 84-7907-367-5)
- Per Barclay. Museo Nacional Centro de Arte Reina Sofia (Madrid), 2003 (ISBN 88-7757-161-6)
- Per Barclay : une mécanique des fluides. Galerie Guy Bärtschi (Ginebra), 2006. (ISBN 978-2-940287-20-8)
- Per Barclay. Interiør. Teknisk industri, 2009. (ISBN 978-82-997894-3-1)

Libros
- Arnaud Maillet: Per Barclay: photographe. París: Rue Visconti, 2011. (ISBN 978-2-919531-01-1)